# José Francisco Jovel
José Francisco Jovel Cruz (Usulután, 26 de maio de 1951) é um ex-futebolista profissional salvadorenho, que atuava como defensor.

## Carreira
José Francisco Jovel fez parte do elenco da histórica Seleção Salvadorenha de Futebol das Copas do Mundo de 1982, ele não atuou. 